# Конваллятоксин
Конваллятоксин — природний препарат, який міститься у листі та квітках конвалії звичайної (лат. Convallaria majalis L.) та близькоспоріднених видів, що належить до групи серцевих глікозидів, та є похідними циклопентанпергідрофенантрену. До кінця 70-х років ХХ століття застосовувався як самостійний лікарський препарат, натепер є однією із складових частин лікарського препарату «Корглікон».

## Фармакологічні властивості
Конваллятоксин — природний препарат, що по хімічному складу є представником групи серцевих глікозидів, похідних циклопентанпергідрофенантрену, підгрупи карденолідів. До складу конваллятоксину входять строфантидин та вуглевод рамноза. Механізм дії препарату, як і інших серцевих глікозидів, полягає у блокаді ферменту Na±К±АТФ-ази кардіоміоцитів, що призводить до збільшення концентрації натрію в клітинах міокарду та, внаслідок цього, відкриття кальцієвих каналів та збільшення надходження кальцію до кардіоміоцитів. Збільшення концентрації кальцію призводить до інгібування тропонінового комплексу, який у свою чергу пригнічує взаємодію актину та міозину, та внаслідок цього — до збільшення сили скорочення міокарду. Конваллятоксин збільшує як силу, так і швидкість скорочення міокарду (позитивний інотропний ефект), призводить до збільшення ударного та хвилинного об'єму крові, зниження кінцевого систолічного та діастолічного об'єму серця і, внаслідок цього — до зниження потреби міокарду в кисні; підвищує рефрактерність AV-вузла, що призводить до сповільнення провідності міокарду (негативний дромотропний ефект); зменшує частоту скорочень серця (негативний хронотропний ефект); у хворих із серцевою недостатністю знижує венозний тиск. збільшує виділення сечі, сприяє зменшенню периферичних набряків та задишки. Конваллятоксин також звужує периферичні судини, підвищує артеріальний тиск та має заспокійливий вплив на центральну нервову систему. Підвищення збудливості міокарду (позитивний батмотропний ефект) спостерігається виключно при застосуванні препарату в токсичних і субтоксичних дозах. Конваллятоксин швидко метаболізується при пероральному застосуванні, та значно слабше діє при підшкірному застосуванні, тому застосовувався виключно внутрішньовенно. На відміну від інших серцевих глікозидів, особливо строфантину та препаратів наперстянки, конваллятоксин майже не кумулює в організмі, та, згідно частини джерел, по своїй активності переважає більшість серцевих глікозидів (у тому числі дигоксин, дигітоксин, строфантин, олеандрин). Конваллятоксин застосовується також у ветеринарній практиці для лікування серцевої недостатності у собак та коней. При передозуванні конваллятоксину можуть спостерігатися типові симптоми глікозидної інтоксикації, особливо небезпечним є застосування конваллятоксину котам, для яких смертельною дозою є застосування препарату в кількості 0,4 мг/кг при внутрішньовенному застосуванні.
При внутрішньовенному введенні конваллятоксин швидко всмоктується, початок дії препарату розпочинається протягом 5—10 хвилин після ін'єкції, максимум дії спостерігається протягом 1—2 годин після ін'єкції, та триває близько 20—22 годин. Згідно даних інструкції препарату «Корглікон», період напіввиведення корглікону (основну частину якого складає конваллятоксин), складає 28 годин, препарат не метаболізується і виводиться з організму переважно із сечею. При внутрішньокишковому введенні конваллятоксину максимальна концентрація препарату в крові, згідно експериментальних даних, спостерігається за 6 годин після застосування препарату (36,2 %), а за добу його концентрація в крові зменшується більш ніж у 1,5 рази (до 21,4 %).

## Застосування
Конваллятоксин застосовувався при гострій та хронічній серцевій недостатності та пароксизмальній тахікардії.

## Передозування
При передозуванні конваллятоксину найчастіше спостеріються екстрасистолія (часто по типу бігемінії), дисоціація серцевого ритму, також можуть спостерігатися нудота і блювання.

## Протипокази
Конвалятоксин протипоказаний при інтоксикації серцевими глікозидами, порушенні провідності серця, вираженому кардіосклерозі та інших виражених змінах у серці та судинах, при гострому міокардиті та ендокардиті.

## Форми випуску
Конваллятоксин випускався у вигляді 0,03 % розчину для ін'єкцій у ампулах по 1 мл. Конваллятоксин є складовою частиною екстракту конвалії звичайної та корглікону.